# セヴィンチュ・トクリル
セヴィンチュ・トクリル（モンゴル語: Sevinču Toqril、生没年不詳）は、モンゴル帝国に仕えたウイグル人の一人。『元史』における漢字表記は小雲石脱忽憐(xiǎoyúnshítuōhūlián)。

## 概要
セヴィンチュ・トクリルは元来天山ウイグル王国に仕える大臣であったが、13世紀初頭にチンギス・カンが建国したモンゴル帝国が勃興すると、ウイグル王国は帰順することになった。そこでセヴィンチュ・トクリルは父とともにチンギス・カンに仕えることになり、中央アジア遠征にも従軍した。チンギス・カンの死後はその末子のトルイに仕えるようになり、トルイ家の投下領たる真定路のダルガチに任ぜられた。
セヴィンチュ・トクリルの息子はバダン（八丹）と言い、トルイの次男のクビライ（後の世祖セチェン・カアン）に仕えてそのバウルチ・シバウチ万戸となった。バダンはクビライの指揮する雲南・大理遠征に従軍して功績を挙げ、その後クビライとその弟のアリクブケとの間で生じた帝位継承戦争にもクビライ派の武将として参加した。帝位継承戦争最大の激戦となったシムルトゥ・ノールの戦いでは多くの敵兵を殺し、後に金一鋌を与えられた。その後、シバウチ万戸としてクビライの長男のチンキムに従ってモンゴリアに赴いた後、父同様に真定路の守護を委ねられた。それから程なくして揚州に赴くよう命じられたが、バダンは「臣は幼いころより一度も陛下の下を離れることがありませんでした。願わくばこの後も陛下のおそば近くに仕えさせて下さい」と述べて辞退した。しかし、クビライは改めてバダンを隆興府ダルガチ・中書右丞とし、バダンは再び辞退しようとしたがクビライは許さなかった。バダンが隆興府に赴いてから3年後、激化するカイドゥのモンゴリア侵攻に備えてクビライの孫の晋王カマラ率いる軍勢が北方に派遣されることになり、バダンもこれに従軍することになった。カマラ軍からの帰還後にバダンは金一鋌を与えられたが、その後程なくして亡くなった。
バダンの息子にはアリー（阿里）、シデ（石得）、徳眼、アサン（阿散）、ラチン（臘真）らがおり、それぞれ栄達した。